# Orso
Orso – nowela Henryka Sienkiewicza opublikowana po raz pierwszy w 1879 roku na łamach „Gazety Lwowskiej” w numerach 169–172.

## Treść[1]
Akcja toczy się w Stanach Zjednoczonych w drugiej połowie XIX wieku. Głównymi bohaterami są Orso – obdarzony ogromną siłą pół-Indianin oraz piękna Jenny. Oboje pracują w cyrku pana Hirscha. Hirsch jest sadystą, jednak oboje tolerują jego okrucieństwo, gdyż nie znają innego życia. Wspólne spędzanie czasu i czytanie Biblii sprawia, że przyjaźń zmienia się w miłość. Kiedy pewnego dnia Hirsch w przypływie wściekłości usiłuje wychłostać Jenny, Orso po raz pierwszy buntuje się i staje w obronie przyjaciółki, dotkliwie bijąc Hirscha oraz śpieszących mu na pomoc murzynów, pracujących w cyrku. Po zdarzeniu oboje uciekają na pustynię. Tam spotykają starego trapera samotnie mieszkającego na odludziu. Traper przygarnia ich i od tej pory mieszkają razem.